# Gardánfalva
Gardánfalva (románul Gârdani) község Romániában, a Partiumban, Máramaros megyében.

## Fekvése
Szilágycsehtől északkeletre, a Szamos bal parti út mellett fekvő település.

## Története
Gardánfalva nevét 1424-ben említette először oklevél Kardanfalwa, Ardanfalva, Hardanfalva, Kardanfalva neveken.
1470 Kordanfalwa, 1549-ben Gardanfalwa, 1612-ben Gardanfalva, 1733-ban  Gerdány, 1750-ben Gardány, 1808-ban Gardánfalva, Gordánfalva, Garendorf, Gerdán, 1888-ban Gárdánfalva, 1913-ban Gardánfalva néven írták.
1910-ben 946 lakosából 81 magyar, 857 román volt. Ebből 20 római katolikus, 857 görögkatolikus, 56 izraelita volt.
A trianoni békeszerződés előtt Szilágy vármegye Szilágycsehi járásához tartozott.
2004-ben vált ki Szélszeg községből és szervezték önálló községgé.

## Források

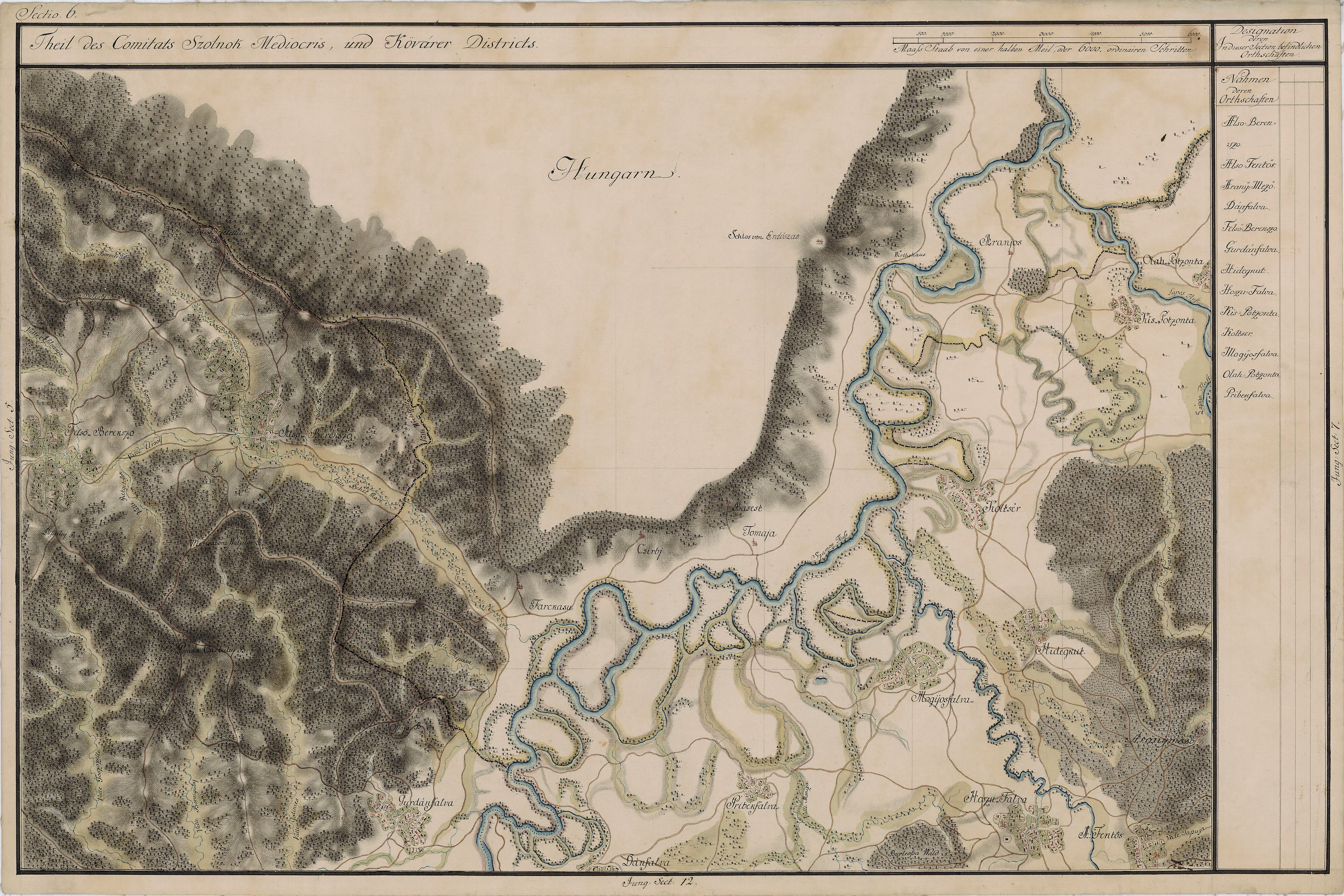
Gardánfalva egy régi tétképen